# Aphyocharax rathbuni
Aphyocharax rathbuni är en fiskart som beskrevs av Eigenmann, 1907. Aphyocharax rathbuni ingår i släktet Aphyocharax och familjen Characidae. Inga underarter finns listade i Catalogue of Life.